# Мацуев, Минкаил Магомедович
Минкаи́л Магоме́дович Мацу́ев (род. 3 февраля 2000, Курчалой, Чечня) — российский футболист, полузащитник.

## Биография
Начинал заниматься футболом в грозненской академии «Рамзан», принадлежащей клубу «Ахмат». Оттуда перешёл в академию «Краснодара», но позже вернулся в Грозный, где стал принимать участие в матчах молодёжных команд. Дебютировал за «молодёжку» 15 июля 2017 года в матче молодёжного первенства против «Амкара» (2:1), выйдя на замену в самой концовке встречи. Первый и единственный мяч забил с пенальти 29 ноября 2019 года против «Рубина» (6:2).
В начале сезона 2020/21 на правах свободного агента перебрался в фарм-клуб «Краснодар-3», но, проведя лишь 6 матчей (сыграв при этом около 40 минут на поле), покинул команду. После окончания срока действия контракта с «Краснодаром-3» находился без клуба 1,5 (не выходил на поле целых 2) года.
21 февраля 2023 года было объявлено, что Мацуев возвращается в родной клуб «Ахмат». 14 мая 2023 года дебютировал в чемпионате России против московского «Динамо» (3:0), выйдя вместо Нене Гбамбле на 89-й минуте. 14 июня 2025 года покинул клуб.

## Личная жизнь
Отец — Магомед (род. 1972), генеральный директор спортивного комплекса «Ахмат Арена». Дядя — Зелимхан (1976—2010), офицер ОМСН «Терек», был личным телохранителем Рамзана Кадырова, погиб при проведении специальной операции против незаконных вооружённых формирований. Посмертно награждён орденом Мужества.

## Клубная статистика
| Выступление      | Выступление      | Выступление      | Лига | Лига | Кубки | Кубки | Итого | Итого |
| Клуб             | Лига             | Сезон            | Игры | Голы | Игры  | Голы  | Игры  | Голы  |
| ---------------- | ---------------- | ---------------- | ---- | ---- | ----- | ----- | ----- | ----- |
| Краснодар-3      | ПФЛ              | 2020/21          | 6    | 0    | —     | —     | 6     | 0     |
| Краснодар-3      | Итого            | Итого            | 6    | 0    | —     | —     | 6     | 0     |
| Ахмат            | Премьер-лига     | 2022/23          | 1    | 0    | 0     | 0     | 1     | 0     |
| Ахмат            | Итого            | Итого            | 1    | 0    | 0     | 0     | 1     | 0     |
| Всего за карьеру | Всего за карьеру | Всего за карьеру | 7    | 0    | 0     | 0     | 7     | 0     |